# Phrynium aurantium
Phrynium aurantium är en strimbladsväxtart som först beskrevs av Clausager och Finn Borchsenius, och fick sitt nu gällande namn av Piyakaset Suksathan och Finn Borchsenius. Phrynium aurantium ingår i släktet Phrynium och familjen strimbladsväxter. Inga underarter finns listade.